# .camera
Pour les articles homonymes, voir Camera (homonymie).
.camera est un domaine Internet de premier niveau générique non-restreint.
Ce domaine est destiné aux organisations reliées aux appareils photographiques (« camera » en anglais), mais il est ouvert à tous sans restrictions.

## Historique
Le domaine .camera a été créé en janvier 2014.

## Statistiques d'usage
En janvier 2025, environ 3 500 domaines utilisent l'extension .camera.